# Erina Mano

Erina Mano (jap. 真野恵里菜 Mano Erina; ur. 11 kwietnia 1991 r. w prefekturze Kanagawa) - japońska piosenkarka pop. Wywodzi się z Hello!Project. Zanim rozpoczęła karierę solową śpiewała w takich zespołach jak Ongaku Gatas czy Petitmoni.

## Single
| # | Tytuł                    | Data wydania |
| - | ------------------------ | ------------ |
| 1 | "Mano Piano" (Indies)    | 29.06.08 r.  |
| 2 | "Lucky Aura" (Indies)    | 05.10.08 r.  |
| 3 | "LaLaLa-SoSoSo" (Indies) | 12.12.08     |
| 1 | "Otome no Inori"         | 12.03.09 r.  |
| 2 | "Hajimete no Keiken"     | 20.05.09 r.  |
| 3 | "Sekai wa Summer Party"  | 29.07.09 r.  |